# Sholokhovsky (huyện)
Huyện Sholokhovsky (tiếng Nga: ? райо́н) là một huyện hành chính tự quản (raion), của Tỉnh Rostov, Nga. Huyện có diện tích 2502 kilômét vuông, dân số thời điểm ngày 1 tháng 1 năm 2000 là 29400 người. Trung tâm của huyện đóng ở Veshenskaya.